# ادمون جورج أوديت
ادمون جورج أوديت هو سياسي كندي، ولد في 22 مايو 1884 في وندسور في كندا، وتوفي في 31 مارس 1939. حزبياً، نشط في الحزب الليبرالي الكندي. وقد انتخب عضو مجلس العموم الكندي.